# Bessonnaja notj
Bessonnaja notj (russisk: Бессонная ночь) er en sovjetisk spillefilm fra 1960 af Isidor Annenskij.

## Medvirkende
- Jurij Solomin som Pavel Kaurov
- Jevgenij Samojlov
- Ljudmila Tjernysjova
- Dzhemma Osmolovskaja som Annusjka
- Margarita Volodina